# 長野出入口
長野出入口（ながのでいりぐち）は、福岡県北九州市小倉南区にある北九州高速道路1号線のインターチェンジ。
下到津方面にのみ接続するハーフインターチェンジであり、北九州高速1号線の起点である。
九州自動車道小倉東ICと隣接している。
料金は横代料金所で支払うため、ここには料金徴収施設はない。

## 道路
- 北九州高速1号線 (101)

## 接続道路
- 国道10号曽根バイパス

## 周辺
- サンリブシティ小倉
- コジマ×ビックカメラ小倉店
- ニトリ小倉東インター店
- スポーツデポ小倉東インター店
- 朝日新聞北九州工場

## 隣
北九州高速1号線
(2)小倉東IC - (101)長野出入口 - (102)横代出入口 - (103)若園出入口